# All Boro Kings
All Boro Kings é o álbum de estreia da banda Dog Eat Dog, em 1994.
| Críticas profissionais                                                      | Críticas profissionais |
| Avaliações da crítica                                                       | Avaliações da crítica  |
| Fonte                                                                       | Avaliação              |
| --------------------------------------------------------------------------- | ---------------------- |
| allmusic                                                                    | [ 2 ]                  |
| Esta tabela precisa de ser acompanhada por texto em prosa. Consulte o guia. |                        |

## Faixas
Todas as faixas por Dog Eat Dog.
1. "If These Are Good Times" - 3:08
2. "Think" - 3:07
3. "No Fronts" - 4:36
4. "Pull My Finger" - 3:34
5. "Who's the King?" - 3:55
6. "Strip Song" - 2:44
7. "Queen	Dog Eat Dog" - 2:24
8. "...In the Doghouse" - 5:49
9. "Funnel King" - 2:41
10. "What Comes Around" - 3:22